# Mette-Marit Norská
 Korunní princezna Mette-Marit Norská (narozená jako Mette-Marit Tjessem Høiby; * 19. srpna 1973 Kristiansand) je manželka korunního prince Haakona Norského.

## Život
Princezna není aristokratického původu. Svatba s následníkem trůnu proběhla 25. srpna 2001 v katedrále v Oslo za přítomnosti státních představitelů a panovníků z celého světa. Při sňatku jí byl udělen titul Její královská Výsost korunní princezna Mette-Marit Norská. Žijí v královském sídle Skaugum, poblíž hlavního města.
S korunním princem mají dvě děti, vedle toho má i syna z předchozího vztahu. Její nevlastní bratr Trond Berntsen (50), který pracoval jako policista, byl zastřelen při útoku na ostrově Utøya 22. července 2011, kde pobýval se svým desetiletým synem.
25. října 2018 bylo oznámeno, že trpí nevyléčitelnou plicní fibrózou.

## Potomstvo
- Marius Borg Høiby nar. 13. ledna 1997
- Její královská Výsost princezna Ingrid Alexandra nar. 21. ledna 2004 v Oslo.
- Jeho Výsost princ Sverre Magnus nar. 3. prosince 2005 v Oslo.

Princezna Mette-Marit je kmotra tří královských dětí, prince Christiana Dánského, prince Odysea Řeckého a Dánského a Emmy Tellulah Behn.

## Titulatura a vyznamenání

### Titulatura
Princezně Matte-Marit náleží oslovení „Vaše královská Výsosti“.
- Miss Mette-Marit Tjessem Høiby (1973–2001)
- Její královská Výsost korunní princezna norská (od roku 2001)

## Patronace
- Norský skautský svaz
- Amandus Film Festival
- Mezinárodní festival dětského filmu v Kristiansandu
- Festival komorní hudby v Risøru
- FOKUS – Forum for Women and Development
- The Norwegian Design Council
- Norský červený kříž
- Norská rada pro duševní zdraví
- plachetnice Sørlandet
- Oslo International Church Music Festival[3]